# Campeonato Africano de Atletismo de 2022 - Lançamento de disco masculino
A prova do lançamento de disco masculino do Campeonato Africano de Atletismo de 2022 foi disputada no dia 9 de junho, no Complexo Esportivo Nacional Cote d'Or, em Saint Pierre, na Maurícia.

## Recordes
Antes desta competição, os recordes mundiais e do campeonato nesta prova eram os seguintes:
|                       | Nome          | Nacionalidade     | Distância | Local             | Data                |
| --------------------- | ------------- | ----------------- | --------- | ----------------- | ------------------- |
| Recorde mundial       | Jürgen Schult | Alemanha Oriental | 74m 08cm  | Neubrandenburg    | 6 de junho de 1986  |
| Recorde do campeonato | Frantz Kruger | África do Sul     | 63m 85cm  | Brazzaville       | 14 de julho de 2004 |
| Recorde africano      | Frantz Kruger | África do Sul     | 70m 32cm  | Salon-de-Provence | 26 de maio de 2002  |

## Medalhistas
| Ouro                | Prata              | Bronze              |
| Werner Visser (RSA) | Victor Hogan (RSA) | Ryan Williams (NAM) |

## Cronograma
Todos os horários são locais (UTC+4). 
| Data       | Hora  | Evento |
| ---------- | ----- | ------ |
| 9 de junho | 15:45 | Final  |

## Resultado final
A final ocorreu dia 9 de junho às 15:45.
| Posição           | Atleta               | Nacionalidade   | #1    | #2    | #3    | #4    | #5    | #6    | Resultado | Notas |
| ----------------- | -------------------- | --------------- | ----- | ----- | ----- | ----- | ----- | ----- | --------- | ----- |
| Medalha de ouro   | Werner Visser        | África do Sul   | x     | 55.27 | 58.81 | 60.42 | 56.96 | 61.80 | 61.80     |       |
| Medalha de prata  | Victor Hogan         | África do Sul   | 53.11 | 56.81 | x     | 57.15 | 58.95 | 53.91 | 58.95     |       |
| Medalha de bronze | Ryan Williams        | Namíbia         | 54.00 | 51.99 | x     | x     | 56.70 | 54.23 | 56.70     |       |
| 4                 | Shebab Abdelaziz     | Egito           | 49.95 | 44.84 | 52.05 | x     | x     | 51.61 | 52.05     |       |
| 5                 | Christopher Sophie   | Ilhas Maurícias | 46.34 | 47.20 | x     | 50.93 | x     | x     | 50.93     |       |
| 6                 | Abdelmoumen Bourakba | Argélia         | x     | x     | 47.88 | x     | 47.22 | 50.48 | 50.48     |       |
| 7                 | Oussama Khennoussi   | Argélia         | 30.02 | x     | 46.65 | x     | x     | 47.58 | 47.58     |       |
| 8                 | Sié Fahige Kambou    | Burquina Fasso  | x     | 46.79 | x     | x     | x     | x     | 46.79     |       |
| 9                 | François Prinsloo    | África do Sul   | x     | 46.27 | x     |       |       |       | 46.27     |       |
| 99                | Dotun Ogundeji       | Nigéria         |       |       |       |       |       |       | DNS       |       |
| 99                | Ebubechukwu Ugwoke   | Nigéria         |       |       |       |       |       |       | DNS       |       |

Legenda
| Recorde mundial       | Recorde mundial (World record)               |                       | Recorde africano                      | Recorde africano (African) |                                           | Q | Classificado por posição (Qualified) |
| Recorde do campeonato | Recorde do campeonato (Championship record)  | Recorde da América    | Recorde da América (Americas)         | q                          | Classificado por melhor tempo (Qualified) |   |                                      |
| Melhor marca do ano   | Melhor marca do ano (World leading)          | Recorde asiático      | Recorde asiático (Asian)              | DNS                        | Não largou (Did not start)                |   |                                      |
| Recorde nacional      | Recorde nacional (National record)           | Recorde europeu       | Recorde europeu (European)            | DNF                        | Não terminou (Did not finish)             |   |                                      |
| Recorde pessoal       | Recorde pessoal do atleta (Personal best)    | Recorde da Oceania    | Recorde da Oceania (Oceania)          | DSQ / DQ                   | Desclassificado (Disqualified)            |   |                                      |
| Recorde da temporada  | Recorde da temporada do atleta (Season best) | Recorde sul-americano | Recorde sul-americano (South America) | NM                         | Sem marca (No mark)                       |   |                                      |